# Nizan-Gesse
Nizan-Gesse è un comune francese di 90 abitanti situato nel dipartimento dell'Alta Garonna nella regione dell'Occitania.

## Società

### Evoluzione demografica
Abitanti censiti